# Scopula quadrilinearia
Scopula quadrilinearia là một loài bướm đêm trong họ Geometridae.